# Little Feat
Little Feat er et legendarisk amerikansk band, som blev dannet i 1969. Gruppen er fortsat aktiv efter en lang pause efter forsanger, slideguitarist og komponisten Lowell Georges død i 1979. Musikken kan bedst karakteriseres som eklektisk og rummer blandt andet elementer fra cajun, jazz og roots rock. 

## Diskografi
- Little Feat (1971)
- Sailin' Shoes (1972)
- Dixie Chicken (1973)
- Feats Don't Fail Me Now (1974)
- The Last Record Album (1975)
- Time Loves a Hero (1977)
- Down on the Farm (1979)
- Let It Roll (1988)
- Representing the Mambo (1990)
- Shake Me Up (1991)
- Ain't Had Enough Fun (1995)
- Under the Radar (1998)
- Chinese Work Songs (2000)
- Kickin' It at the Barn (2003)
- Join the Band (2008)
- Rooster Rag (2012)